# Goera paramahansa
Goera paramahansa is een schietmot uit de familie Goeridae. De soort komt voor in het Oriëntaals gebied.